# Aspidiotus maddisoni
Aspidiotus maddisoni är en insektsart som beskrevs av Williams och Watson 1988. Aspidiotus maddisoni ingår i släktet Aspidiotus och familjen pansarsköldlöss. Inga underarter finns listade i Catalogue of Life.